# Зар (село, Армения)
Зар (арм. Զառ) — село в Армении в Котайкской области. Село расположено в 7 км к востоку от Абовяна и в 15 км к северо-востоку от Еревана. К Западу от села расположены сёла Акунк, Катнахбюр и Арамус, к югу сёла Камарис и Гехашен, к востоку село Севаберд, а к северу село Зовашен и гора Атис, которая привлекает туристов из-за рубежа. Село соединяет с внешним миром единственная асфальтная дорога, которая ведёт к западу через сёла Акунк к селу Котайк, где расположена трасса, которая даёт выход на ближайший город Абовян и на столицу. Грунтовая дорога также ведёт на восток к тупиковому селу Севаберд, а также минуя вершину Атис с востока грунтовка идёт на север к сёлам Зовашен и далее на Атис. Ближайшая железная дорога расположена в Абовяне. Там же и расположена ближайшая магистральная трасса Тбилисское шоссе (Севанское шоссе).